# 조창걸
조창걸(1939년 ~)은 대한민국의 기업인이다.

## 생애
1939년 황해도출생이다.

## 학력
- 서울 대광고등학교
- 서울대학교 공과대학 건축공학과 학사[1]
- 국제디자인대학원대학교

1. 1 2  https://www.businesspost.co.kr/BP?command=article_view&num=22556